# Манускрипт ниндзя
«Манускрипт ниндзя» (яп. 獣兵衛忍風帖 Дзю:бэй Нимпу:тё:) — полнометражный аниме-фильм в жанре исторического самурайского боевика — тямбара, созданный режиссёром Ёсиаки Кавадзири и студиями Animate Film и Madhouse в 1993 году. Главный герой — бродячий ниндзя Дзюбэй Кибагами, прототипом для которого послужил герой самурайского эпоса и реальная историческая личность Ягю Дзюбэй Мицуёси. Фильм является одним из самых значимых в истории японской анимации, классикой исторического и мистического аниме. Отличительными особенностями картины являются отточенность сюжета и одновременно натуралистичность и жестокость. Создание спонсировала Threshold Entertainment, на производство было потрачено 60 миллионов долларов. Зелёный свет проекту дал продюсер Масао Маруяма, который согласился с идеей Кавадзири.
Английский и русский переводы названия — Ninja Scroll и «Манускрипт ниндзя» соответственно — ошибочны. Иероглиф 帖 (тё:) в данном случае значит не «свиток, манускрипт», а «рассказ, история, повесть». Буквальный перевод названия — «Дзюбэй — повесть о ниндзя, который повелевал ветром» или «Повесть о Дзюбэе, ниндзя ветра» (указание на умение Дзюбэя создавать резким взмахом меча узкую струю воздуха, рассекавшую тела его противников).
В 1993 году фильм получил награду «Citizen’s Award» на Международном фестивале фантастических фильмов в Юбари.
В 2003 году снят телесериал-сиквел «Манускрипт ниндзя: новая глава».

## Сюжет
Япония, начало XVII века.
В провинции Ямасиро неожиданно начинается эпидемия чумы. Все жители покидают заражённое место, а глава одного из соседних самурайских кланов — Мотидзуки — отправляет на разведку в эти места остатки клана ниндзя Кога, подчиняющиеся ему. Однако странные существа, наделенные невероятной силой, мгновенно расправляются с незваными гостями. Из всего отряда разведчиков выжить удаётся лишь девушке-ниндзя Кагэро. Странствующий самурай Дзюбэй, по счастливой случайности оказавшийся неподалёку, спасает её от верной смерти, одолев в жестокой схватке одного из нападавших. Дзюбэй и не догадывается, что убил не просто монстра, а одного из «Восьми демонов Кимона», группы воинов с нечеловеческими возможностями. Теперь он враг для смертельной семёрки.
Монах Дакуан, правительственный шпион, шантажом и обманом нанимает Кагэро и Дзюбэя с целью выяснить, что замышляют эти демоны. Героям приходится приложить все силы и навыки для того, чтобы спасти страну от готовящейся новой волны братоубийственной войны.
Попутно у Дзюбэя появляется возможность получить долг, уплаты которого он ждал многие годы, а у Кагэро — возможность почувствовать себя не «полезным воином», а просто женщиной.
События фильма занимают всего один день. В отличие от многих аниме, здесь нет хеппи-энда, и главный герой в конце ничуть не более счастлив, чем в начале. Ему всего лишь удалось выжить, потеряв при этом любимую.

## Персонажи

### Основные
Дзюбэй Кибагами (яп. 牙神 獣兵衛 Кибагами Дзю:бэй) — странствующий самурай. Мастерски владеет мечом. 
Сэйю: Коити Ямадэра
Кагэро (яп. 陽炎 Кагэро:) — женщина-ниндзя из клана Кога, служащего клану самураев Мотидзуки. Её тело невосприимчиво к ядам и, наоборот, может отравлять других даже простым поцелуем.
Сэйю: Эми Синохара
Дакуан (яп. 濁庵 Дакуан) — монах, правительственный агент, который хитростью нанимает Дзюбэя и Кагэро. Умеет превращаться в дерево.
Сэйю: Такэси Аоно

### «Восемь демонов Кимона»
Лорд Гэмма Химуро (яп. 氷室 弦馬 Химуро Гэмма) — глава демонов, враг Дзюбэя и его бывший господин. Обрёл второе воплощение после смерти. Способен регенерировать отрубленные или раздробленные части своего тела.
Сэйю: Дайсукэ Гори
Бэнисато (яп. 紅里 Бэнисато) — любовница Гэммы и его главная помощница. Управляет змеями, живущими внутри её тела. Обладает сильнодействующим гипнозом и способна сбрасывать с себя кожу, как и её подопечные.
Сэйю: Гара Такасима
Юримару (яп. 百合丸 Юримару) — второй главный помощник Гэммы. Тайно влюблён в своего господина и ревнует к нему Бэнисато. Использует металлические нити и пропускает через них ток.
Сэйю: Тосихико Сэки
Дзакуро (яп. 石榴 Дзакуро) — влюблена в Юримару. Но поскольку знает о его привязанности к Гэмме, постоянно насмехается над этим. Обожает заманивать жертв в ловушку, подстроенную заранее. Использует взрывчатые вещества в качестве оружия.
Сэйю: Масако Кацуки
Тэссай (яп. 鉄斎 Тэссай) — самый высокий и крупный среди всех демонов. Может превращать свою кожу в камень, вследствие чего становится неуязвимым для любого вида оружия. Вооружён двухклинковым мечом, который, словно бумеранг, после броска возвращается к хозяину.
Сэйю: Рюдзабуро Отомо
Мусидзо (яп. 蟲蔵 Мусидзо:) — его тело своего рода улей с дикими осами, которые повинуются любому приказу своего хозяина. Также он вооружён двузубцем и во рту у него есть длинные острые иглы, которые он может выплевывать, поражая противников на расстоянии.
Сэйю: Рэйдзо Номото
Мудзюро Уцуцу (яп. 現 夢十郎 Уцуцу Мудзюро:) — слепой воин. Ориентируется по малейшему шороху. Вооружён мечом и мастерски им владеет.
Сэйю: Норио Вакамото
Сидзима (яп. シジマ Сидзима) — способен прятаться в любой тени. Вооружён железной перчаткой-гарпуном, которой стреляет на недалёкое расстояние. Способен управлять и манипулировать своими жертвами. Владеет мастерством создания иллюзий.
Сэйю: Акитоси Омори

## Музыка
| №   | Название                                                | Длительность |
| --- | ------------------------------------------------------- | ------------ |
| 1.  | «Prologue»                                              | 0:47         |
| 2.  | «Jubei»                                                 | 1:04         |
| 3.  | «Eight Warriors of the Demon Clan»                      | 5:56         |
| 4.  | «Blood Wind»                                            | 2:55         |
| 5.  | «Kagerou»                                               | 8:21         |
| 6.  | «Visions»                                               | 1:10         |
| 7.  | «Devil Shadow»                                          | 3:07         |
| 8.  | «To Those Who Face the Wind»                            | 4:16         |
| 9.  | «Pursuit»                                               | 2:37         |
| 10. | «Devil Swordsman»                                       | 0:56         |
| 11. | «Strategy»                                              | 2:48         |
| 12. | «Reincarnation»                                         | 3:04         |
| 13. | «Struggle to the Death»                                 | 3:44         |
| 14. | «Epilogue»                                              | 0:57         |
| 15. | «Somewhere, Faraway, Everyone is Listening to a Ballad» | 4:14         |

Музыка: Каору Вада, кроме: Рёхэи Яманаси (8, 15), слова: Сё Дзицукава, аранжировка: Хироси Синкава.
Саундтрек переиздавался два раза на CD и один на LP. Грампластинки от Milan Records были выпущены ограниченным тиражом 500 экземпляров и включали оригинальные работы иллюстратора Юдзи Каида.

## Выпуск на видео
«Манускрипт ниндзя» впервые вышел на VHS в 1995 году. Британский совет по классификации фильмов присвоил рейтинг 15 и вырезал сексуальные сцены (53 секунды). Для полной версии Manga Entertainment было уже от 18 лет и старше. Немецкая организация FSK выдала рекомендацию с 16 лет. Австралийская аттестационная комиссия установила ограничение MA15+. Бывший генеральный прокурор Филип Раддок требовал ввести R18+ без сокращений. Нецензурированная версия на VHS получила это ограничение в 1999 году.
Manga Entertainment выпустила DVD в 1998 году. Формат был 1,33:1 (4:3), а звук Dolby Digital 5.1 и стерео 2.0. Английские субтитры официальные. По сравнению с видеокассетами, трансфер был прекрасным: насыщенность полная (ключевой элемент в любой анимации) без цветового шума, но не слишком интенсивная. Уровень чёрного глубокий, без потери детализации теней, какие-либо случаи искажения (артефакты) или выделения краёв не обнаружены. Изображение на плёнке кажется практически свободным от пыли, грязи, царапин и других дефектов. Звучание похоже на «Призрак в доспехах» или «Матрицу»: агрессивное, объёмное, чёткое, с хорошо сведённым каналом низкочастотных эффектов, подходящее для домашнего кинотеатра. Диалоги остаются без помех, чистыми и понятными. Дополнительные материалы включали описание сюжета, профили персонажей, трейлер и превью издателя.
В 1998 году ADV Films выпустила OVA «Воскрешение ниндзя», вне Японии это рекламировалось как продолжение данного фильма, однако ничего общего у них не было.
В 2003 году появилась специальная юбилейная версия. Manga обновила свой предыдущий выпуск. Соотношение сторон представлено как в 1,33:1, так и в 1,85:1 (анаморфированное). Цвета яркие, контрастность глубокая и насыщенная, резкость хорошая. Есть небольшие пятна и износ изображения. Проблемой является незначительная полосатость за счёт колебания во время медленной передачи, но это несущественное раздражение. Звук значительно улучшен — добавлены Dolby Digital Surround-EX и DTS ES 6.1. Эффекты позволяют ощутить падение срезанных мечом бамбуковых деревьев, кровавый дождь, шипение сотен змей. Лучше японская звуковая дорожка, европейский дубляж проигрывает. Учитывая давность аниме, есть некоторые ограничения динамического диапазона. К диску прилагались двусторонний плакат и открытка. Дополнительные материалы включали описание персонажей, фотогалерею, историю реального Дзюбэя, интервью с режиссёром и актёрами английского озвучивания, а также промоматериалы и трейлеры. В итоге, название Anniversary Edition не означает множество новых функций.
Blu-ray были выпущены Victor Entertainment в 2012 году. Рисованная анимация остаётся яркой, даже если использует приглушённую цветовую схему, которая может плохо отображаться на некоторых больших экранах. Передача в Full HD выглядит чище, чем старый юбилейный DVD от Manga. Изображение мягкое, но не размытое или грязное. Пока это лучшая версия. Звук снова выигрывает — DTS-HD Master Audio 5.1 и 2.0. Также присутствует аудиокомментарий режиссёра, записанный специально для релиза. Он вспоминает о производстве фильма: кто над чем работал, как младшие аниматоры пытались справиться с трудной задачей — вытащить всех ос из спины демона-убийцы Мусидзо — Кавадзири в итоге пришлось делать это самому, о проблемах компьютерной графики в индустрии, о смущении из-за сексуальных сцен, которые он считал ненужными как часть кино категории B.
В 2024 году на фестивале Anime Expo компания Iconic Events Releasing объявила, что 11, 12 и 15 сентября в рамках AX Cinema Nights и к 30-летию выпуска фильма состоится показ Ninja Scroll в более чем 500 кинотеатрах США.

## Трансляция
Своим успехом в США 1990-х годов фильм обязан MTV и его программным блокам Liquid Television и Cartoon Sushi, где шли анимационные выпуски для взрослых.
17 октября 2003 года «Манускрипт ниндзя» демонстрировался на Первом Московском аниме-фестивале. 22 декабря 2007 года фильм показывался на «Первом канале» в рамках блока «Шедевры манги». Кроме того, по каналу «2x2».
В США право на вещание приобрели Sci-Fi Channel, потоковый сервис HIDIVE, а также канал Chiller, закрытый в 2017 году. В Канаде ночью для взрослых показывал Teletoon. В Австралии — Special Broadcasting Service.

## Фильм-сиквел
В августе 2008 года было анонсировано продолжение «Манускрипта ниндзя» от Кавадзири. Однако после провала аниме «Горец: В поисках мести» он отошёл от крупных проектов.
Для сиквела автор написал сценарий, сделал раскадровку и в 2012 году выпустил тизер Ninja Scroll Burst, предназначенный для показа инвесторам. Для начала планировались 3 короткометражных эпизода с использованием современных технологий. Ни японские, ни западные компании не проявили какого-либо интереса. В 2014 году глава студии Madhouse Хироюки Окада заметил, что первая часть не была популярна в самой Японии, хотя имела успех в США.
Майкл Тул, редактор сайта Anime News Network, выразил сожаление, что зрители так и не увидели продолжения. По его словам, для успеха Ninja Scroll 2 нужны не только студия и финансирование, но и опытные маркетологи и дистрибьюторы, которые обеспечат востребованность и окупаемость.

## Голливудская экранизация
В октябре 2008 года Warner Bros. приобрела права на экранизацию «Манускрипта ниндзя». Продюсированием должна была заниматься кинокомпания Appian Way Productions, принадлежавшая Леонардо Ди Каприо. Сценаристом выступал Алекс Тсе. Однако в том же году провалился в прокате «Спиди-гонщик», получивший отрицательные отзывы критиков. В 2009 году в минусе оказался «Драконий жемчуг: Эволюция». В 2015 году Гари Шор («Дракула») представил проверку концепции, больше никаких материалов не публиковалось. Проект попал в производственный ад. По мнению The Hollywood Reporter, в качестве режиссёра подходит Квентин Тарантино, знающий как сделать бескомпромиссный блокбастер, радующий стройными диалогами и зрелищными экшен-сценами. На главную роль могли бы взять Киану Ривза.

## Отзывы и критика
На Rotten Tomatoes рейтинг составляет 90 % с учётом 21 критического обзора. 23 место в списке 100 лучших аниме-фильмов согласно журналу Paste. «Манускрипт ниндзя» входит в число 50 ключевых аниме-фильмов по мнению обозревателей Британского института кино. Аниме также заняло 76 место в топ-100 анимационных фильмов, опубликованном USA Today. «Манускрипт ниндзя» входит в список 18 важных аниме-фильмов по мнению журнала Empire. Редакция GamesRadar включила в список 15 лучших аниме-фильмов, которые необходимо посмотреть каждому отаку. В июне 2005 года американский MTV включил фильм в десятку самых революционных аниме-фильмов, выпускавшихся на DVD.
В 1999 году, отвечая на вопросы для Warner Home Video, Вачовски назвали «Манускрипт ниндзя» в числе любимых аниме, которые вдохновили их при работе над «Матрицей». В интервью сайту MatrixFans.net от 2002 года Кавадзири сказал, что они использовали его визуальный стиль. Режиссёр также вспомнил об увлечении ниндзя в детстве, когда он был очарован их тайной и обманом, а также про телесериал «Миссия невыполнима», где противники используют всевозможные трюки, чтобы победить. В 2007 году на основе аниме издательством WildStorm выпущен комикс Ninja Scroll Джозефа Торреса.
Джонатан Клементс и Хелен Маккарти в энциклопедии обратили внимание на то, что Ягю Дзюбэй занимает похожее место в японской популярной культуре, как Робин Гуд в западной. Легендарный мастер меча вдохновил многие пьесы, романы и фильмы. В XX веке возросло число поклонников ниндзя, в том числе за пределами Японии. Дзюбэй Кибагами официально не имеет никакого отношения к истории прототипа, он бродячий мечник, который ищет приключений и сражений, будучи удивительно похожим на роман Футаро Ямады «Манускрипт ниндзя Кога». Аниме громит дешёвые спецэффекты своих конкурентов игрового кино (Samurai Reincarnation 1981, Reborn from Hell: Samurai Armageddon 1996). Кагэро — одна из самых интересных женских персонажей в анимации. Эпизоды прекрасны, от поединка в бамбуковой роще до взрыва на тонущем корабле. Созданный для кинопроката, «Манускрипт ниндзя» мог похвастаться последовательным сюжетом и большим бюджетом. Высокие производственные стандарты надолго сделали его любимым аниме на английском языке.
В статье в журнале «Мир фантастики» говорится, что фильм приобрёл популярность, поскольку зрители в США хотели видеть насилие и откровенные сцены, которые в начале 1990-х годов были типичными в аниме, рассчитанными на американскую аудиторию. «Манускрипт» дал зрителю именно то, чего он хотел: ультранасилие, которое составляет «цель и смысл» повествования, и сексуальные сцены, неуместные в телесериале, но которые можно было показать в формате полнометражного фильма. Однако свою роль сыграл также исторический антураж и герои, основанные на реальных исторических личностях. Отмечались «яркий и динамичный» характер фильма, в котором практически отсутствуют статичные сцены, качественная анимация с оригинальным графическим стилем, напоминающим американскую анимацию начала 1990-х. В то же время, образы персонажей названы довольно типичными, особенно с учётом того, что многие герои умирают до того, как о них удаётся что-то узнать. В целом, фильм стал «символом ушедшей эпохи», когда аниме ассоциировалось с кровавым насилием, чем-то редким и запретным, а ниндзя — с жестокими наёмными убийцами, а также что это «качественный самурайский боевик» с «неповторимым жестоким шармом».
Генри Барнс в материале The Guardian дал 4 звезды из 5, отметив, что Кавадзири нанёс ещё один сильный удар по мейнстриму, представив западной аудитории фильм с жёстким сочетанием секса и боя на мечах. Можно увидеть отголоски в «Убить Билла» или даже в «Скотт Пилигрим». Согласно краткому мнению кинокритика Робби Коллина в The Daily Telegraph, картина заслуживает 3 из 5 звёзд. Данное аниме было одним из первых для британских зрителей, поражая кровожадностью, садизмом и сексизмом, хотя со временем они не кажутся лучше, но после долгих лет заставляют содрогнуться. Аналогичную оценку поставил TV Guide, выделив жестокость, насилие, яркие визуальные эффекты, сочетание исторического и сверхъестественного, боевые сцены, дизайн фона и интригующих персонажей.
THEM Anime считает, что есть две точки зрения на фильм. С одной стороны, «Манускрипт ниндзя» обладает самой быстрой, плавной и лучшей анимацией после «Акиры». Сюжет интригующий, бои классные, персонажи интересные и причудливые. С другой, аниме содержит наглядные и беспричинные сцены насилия и изнасилования, которые когда-либо демонстрировались в кино. Искусство поразительно — можно видеть, как листья шелестят на дереве, когда дует ветер, наблюдать за каждым ударом, разрезом и парированием. Саундтрек простой, но эффективный, с использованием инструментов и мелодий той эпохи. Персонажи тоже сделаны хорошо. Ни один герой не является безупречным, все они довольно несовершенны и у каждого есть свои внутренние демоны, с которыми нужно бороться. Такое безусловно подходит для достойной драмы. Сюжет лучше большинства, хотя местами использует шаблон «убить легендарных демонов». «Манускрипт ниндзя» очень красочный, больше чем любое нехентайное аниме. Это определённо не для семейного просмотра и не для детей. Рекомендуется смотревшим «Клинок бессмертного» (версию 2019 года режиссировал Хироси Хамасаки, бывший аниматором в фильме), Rurouni Kenshin: Tsuioku Hen, Shigurui, Sword of the Stranger и «Йома: Посланцы царства тьмы». Существует также OVA Shadow о женщинах-ниндзя, созданная под безусловным влиянием фильма Кавадзири.
Борис Иванов в рецензии на кинопортале Film.ru поставил очень высокую оценку 10 из 10 баллов. По его словам, только в Японии шпионаж перерос в грандиозный поп-культурный феномен под названием «ниндзя». Реальные шпионы были обычными самураями, которые специализировались на тайных операциях. Когда Токугава объединили страну, необходимость в ниндзя исчезла, однако миф о них начал разрастаться, даже заведомые нелепости про сверхспособности и «особую уличную магию». За 4 века это стало одним из главных предметов японского культурного экспорта. «Манускрипт ниндзя» балансирует на грани истории и чистого вымысла. С одной стороны, ниндзя представлены не абстрактными супервоинами, как в «Наруто», а солдатами на службе правительства и влиятельных кланов или ронинами, как Дзюбэй. С другой стороны, даже рядовые воины наделены нечеловеческой прыгучестью и умением балансировать на тонких ветках деревьев. Основные персонажи больше похожи на Людей Икс, чем на обычных японцев. Концептуально здесь полная противоположность «Призраку в доспехах»: Кавадзири стремился создать изобретательный фэнтези-боевик, в котором разноплановость персонажей гарантирует уникальность и непредсказуемость каждой сцены сражений. Диалоги играют подчинённую роль. Предъявить претензию ленте можно лишь за то, что там нет особого, глубокого смысла. В конечном счёте получился фильм вроде «Убить Билла» — великолепный, драматичный боевик, но не более. «Манускрипт ниндзя» подтверждает это тщательно прорисованным и великолепно анимированным кадром. Картина впечатляет от начала и до конца — стильной картинкой, причудливыми персонажами, неожиданными сюжетными поворотами, эффектными боевыми сценами, отсылками к истории Японии и мрачной, но не вгоняющей в депрессию «нуарной» атмосферой. Такое гарантирует более подходящую для жёсткого кино меланхоличную концовку в духе «зло наказано, но добру нечего праздновать». Смотреть стоит лишь взрослым: много чёрного юмора, крови, смертей и сексуального насилия, один из злодеев — гей, и его ориентация часто упоминается. В 1993 году это был смелый ход, подчёркивающий экстремальность и бескомпромиссность аниме Кавадзири.